# Fajã de Vasco Martins

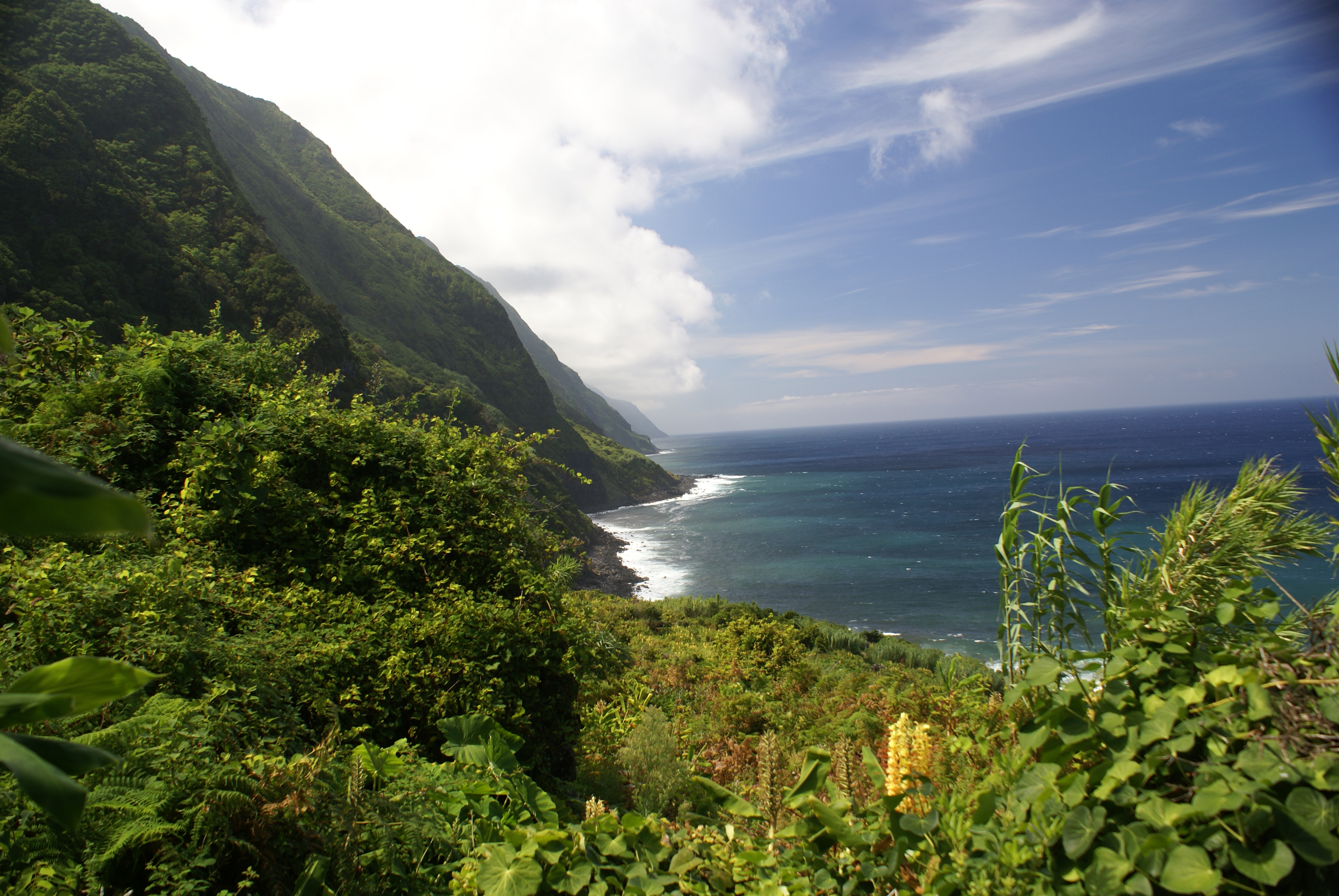
Fajã de Vasco Martins, falésias.

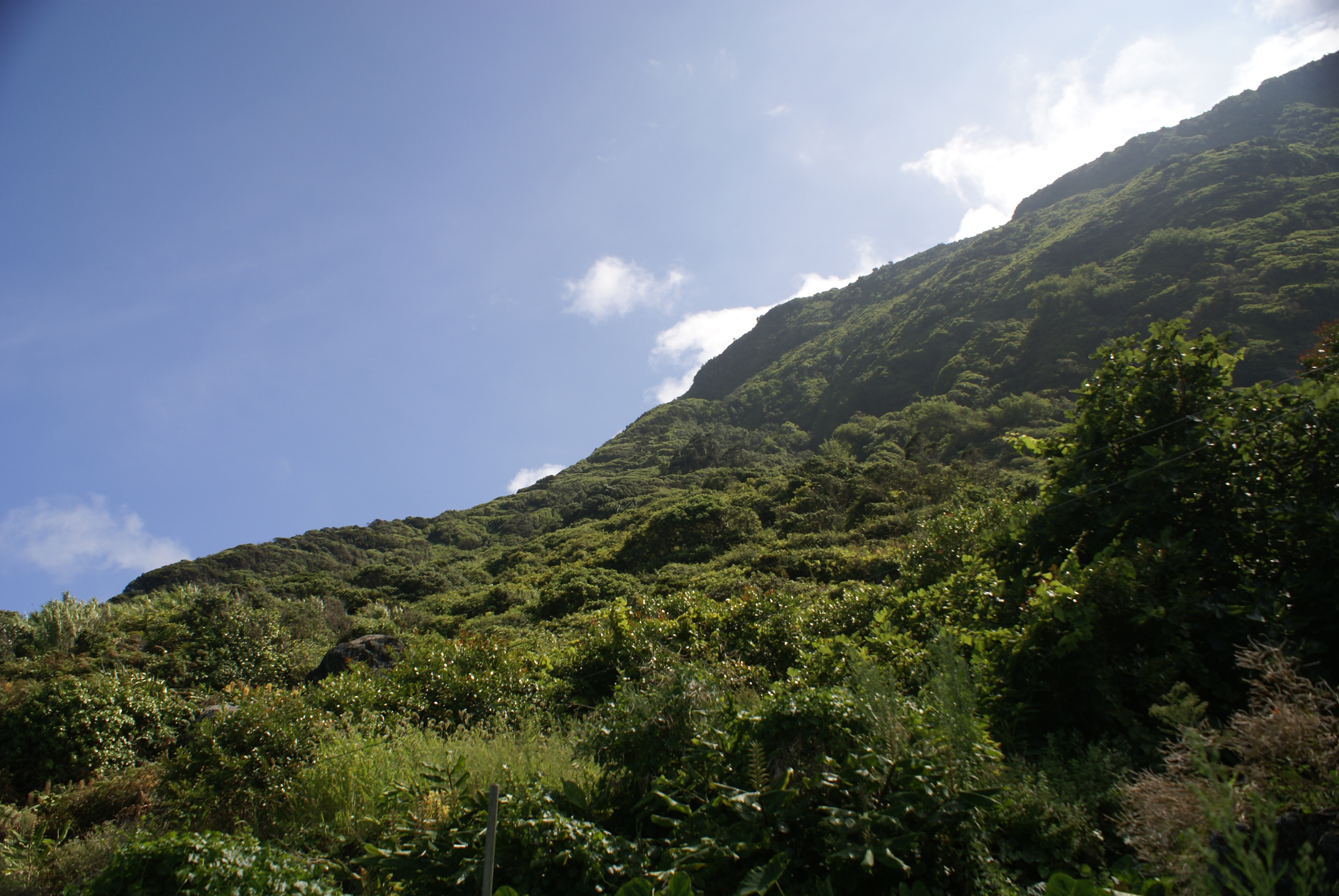
Fajã de Vasco Martins, paisagem da floresta de endémicas da Laurissilva típicas da floresta da Macaronésia.

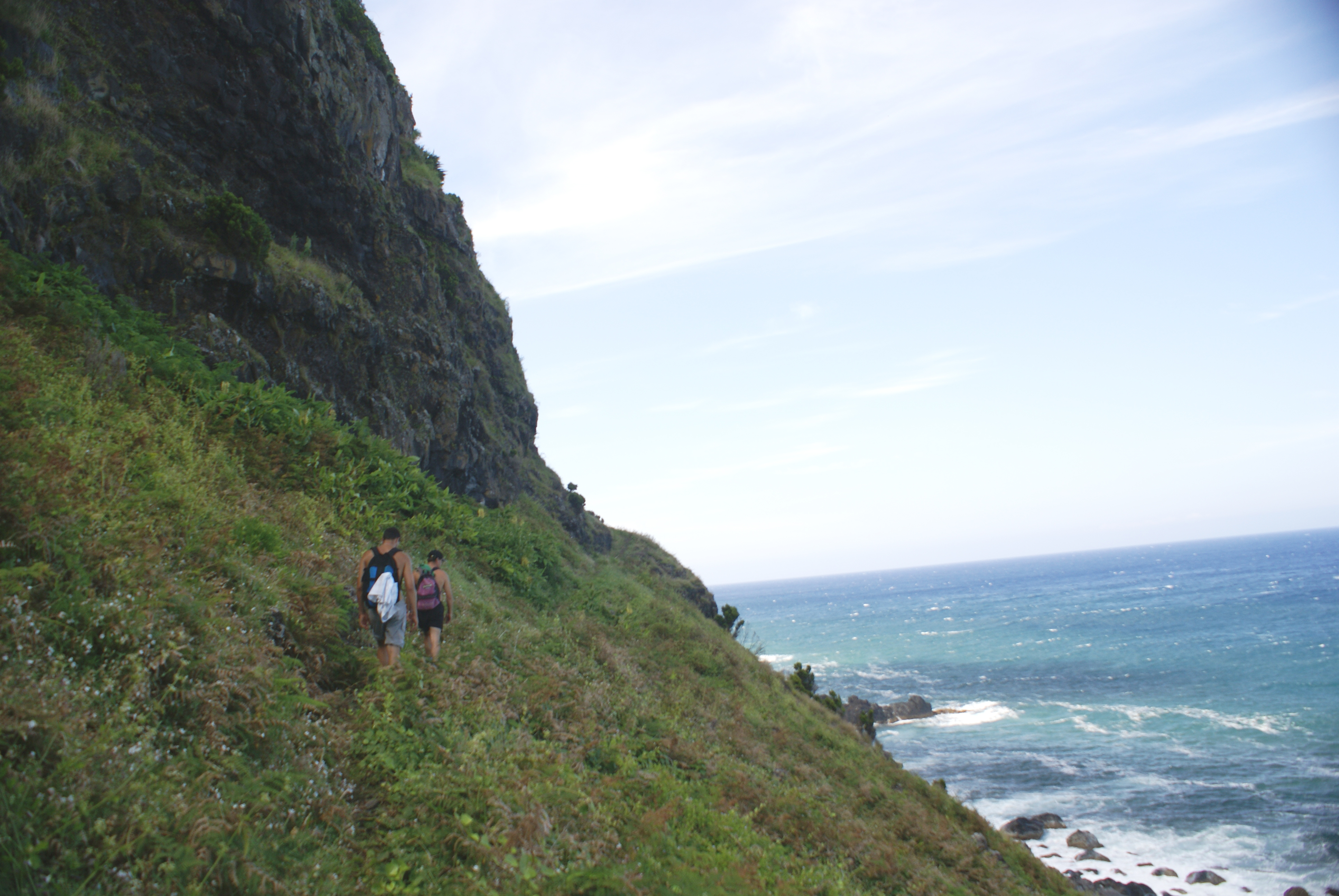
Fajã de Vasco Martins, por entre as veredas.

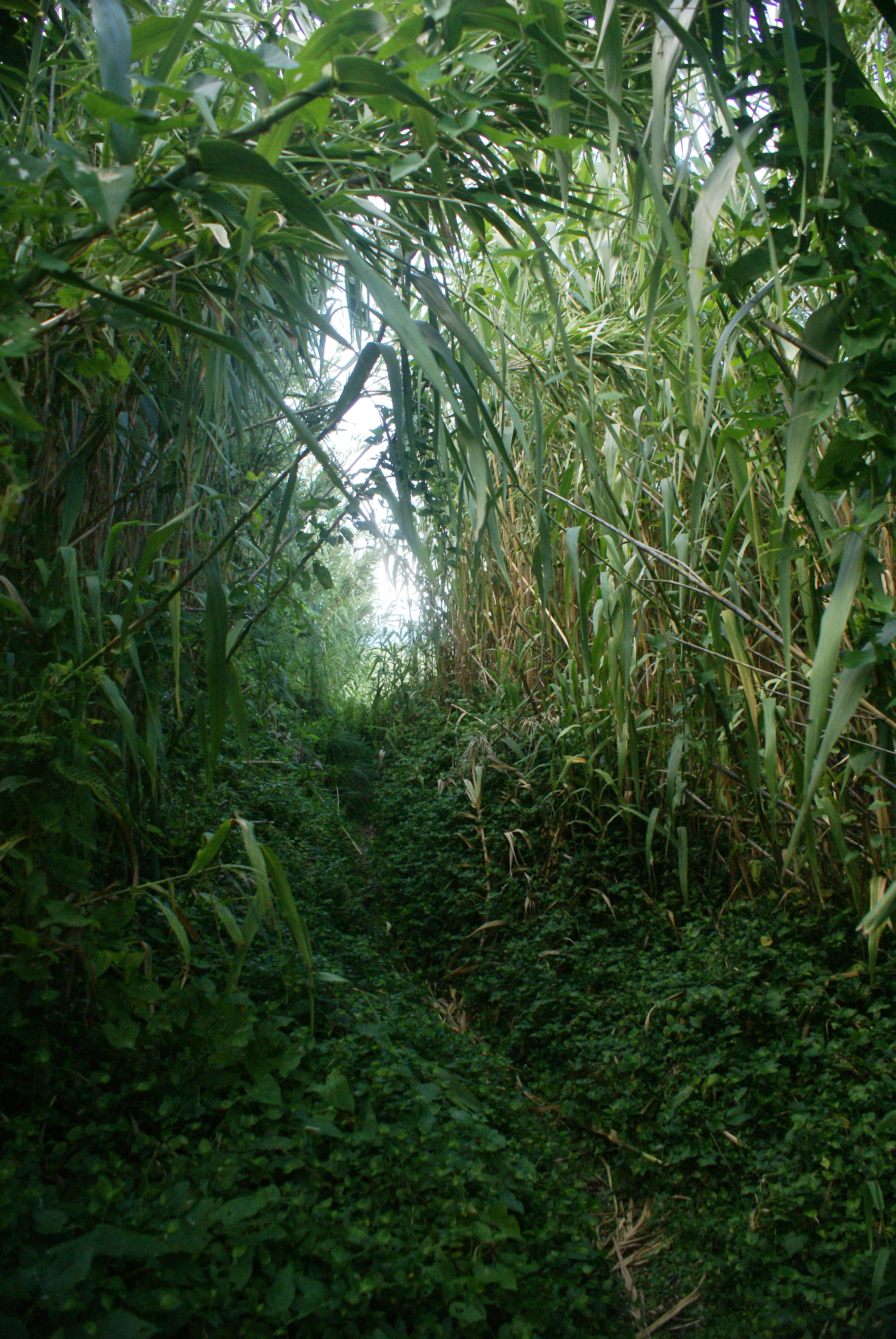
Fajã de Vasco Martins, trilhos por entre a floresta de endémicas da Laurissilva típicas das florestas da Macaronésia.

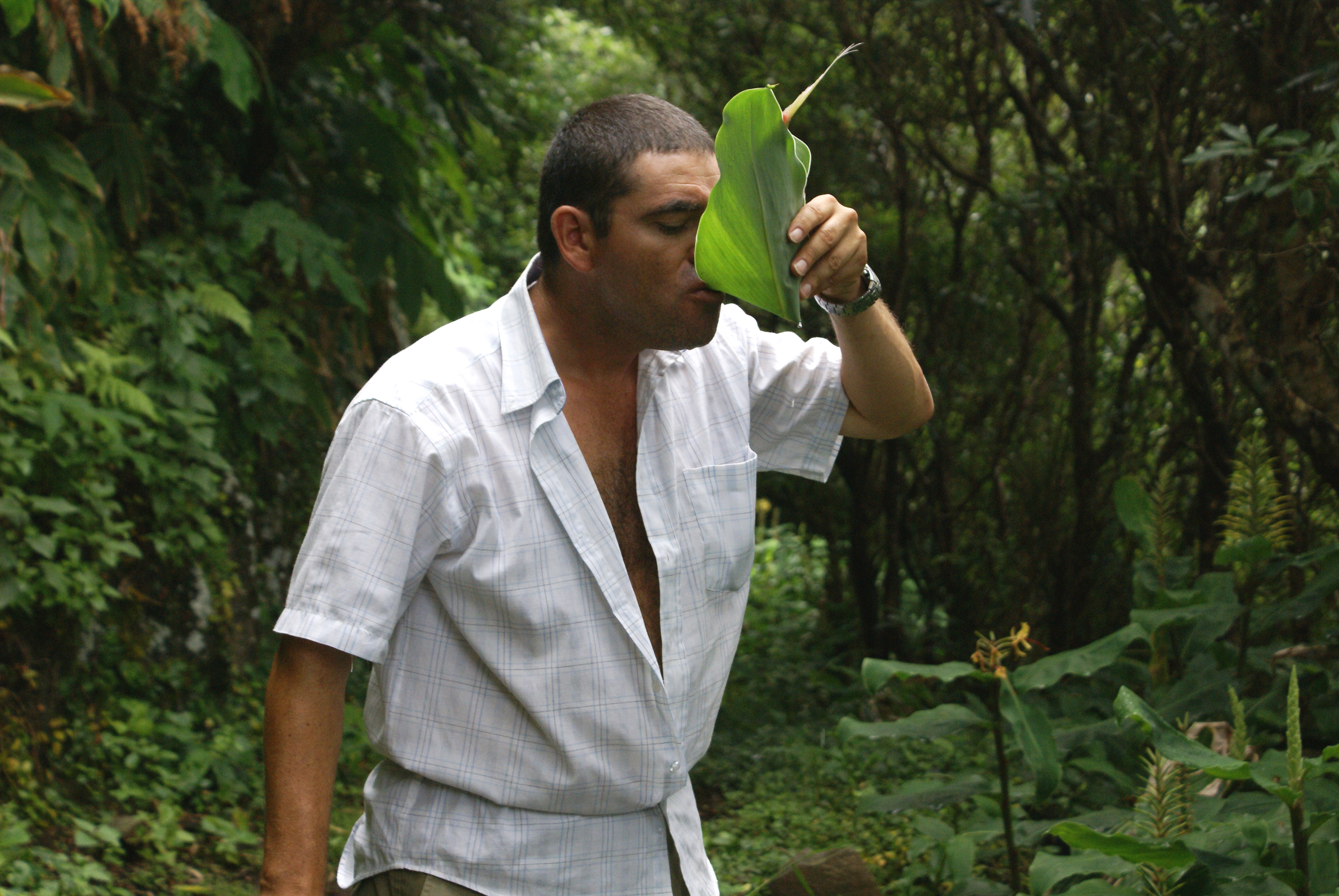
Fajã de Vasco Martins, forma tradicional de beber água usando uma folha de Conteira.

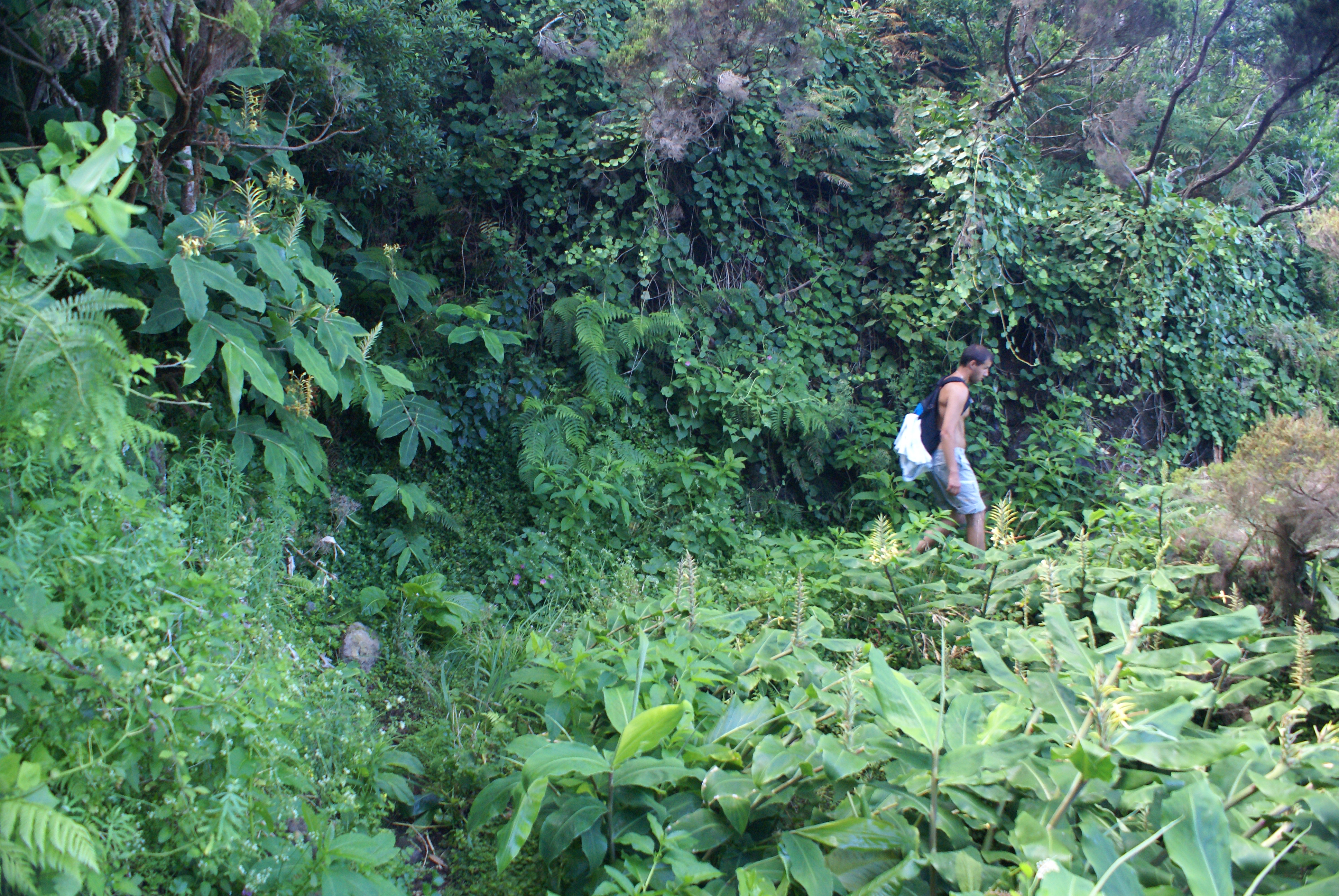
Fajã de Vasco Martins, veredas por entre a floresta de endémicas da Laurissilva típicas da floresta da Macaronésia.

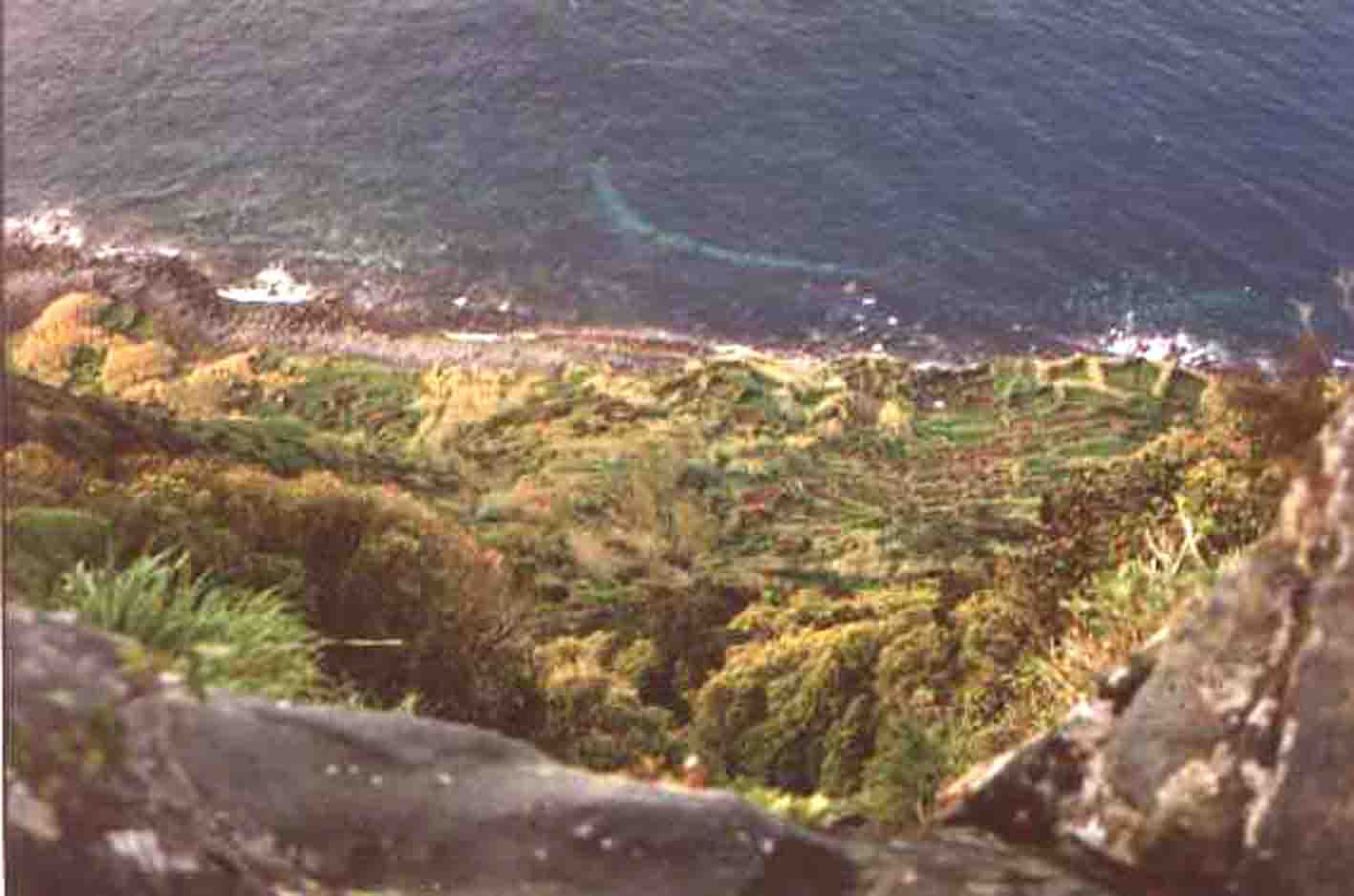
Fajã de Vasco Martins. Vista do Toledo (Velas), no mar, a cor clara, espalha-se o lastro do naufragio de um navio cargueiro espanhol de nome “Algorta” carregado de Algodão.

A fajã de Vasco Martins, possivelmente uma das mais bonitas e maiores fajãs da ilha de São Jorge, e também uma das de mais difícil acesso. Situa-se na costa Norte da ilha de São Jorge, entre a Fajã do Meio e da Fajã Rasa, próxima à Fajã da Vereda Vermelha, pertence praticamente na sua totalidade aos habitantes do Toledo, freguesia de Santo Amaro e Concelho de Velas.
Para chegar a esta fajã deve-se partir do Toledo pelo Caminho Velho e após uma caminhada através das pastagens, por um caminho pedestre, chega-se à beira da rocha. Transposta uma cancela inicia-se a descida que os levará, a quem seguir pela bifurcação da esquerda, após uma dezena de metros, até junto a uma queda de água denominada Fonte Velha onde. Fonte esta cuja água tem origem num dos aquíferos do Norte da ilha e é ainda um dos poucos lugares da ilha de São Jorge onde se podem encontrar eiróses.
Ao seguir-se pela direita, após alguns minutos, chega-se a um local, autêntico miradouro que se debruça sobre uma falésia e de onde se pode ver a fajã de Vasco Martins.
Esta fajã já foi uma localidade com vida própria durante muitos séculos, lá viveram numerosas famílias, muitas permanentemente, outras durante alguns meses do ano.
Eram cerca de treze as casas aqui existentes. Após o Terramoto de 1980 as pessoas que viviam de forma permanente nesta fajã abandonaram-na para ir viver para fora da rocha, por ser mais seguro. Actualmente são poucas as casas que estão devidamente conservadas e não há nenhuma habitada de forma permanente. As que estão conservadas mantêm os seus lagares e adegas.
Foram muitas as pessoas que aqui viveram, tiveram terras e fizeram vida apesar de também viverem fora da rocha e no Toledo fazerem a maior parte da sua vivência. Temos entre elas: o Senhor José Inácio Bettencourt da Silveira, casado com Maria Teresa Ávila Bettencourt, que foi o maior detentor de terras desta fajã, pois só aqui tinha mais de dois moios e quarenta alqueires numa única parcela, (à volta de 100.000 metros de área). Depois de muitos anos a viver no Toledo onde nasceu em 8 de Janeiro de 1928, foi viver para a ilha Terceira, no solar da Quinta de Villa Maria, onde faleceu em 1 de Maio de 1992.
Em tempos idos existiram dois moinhos nesta fajã, um à beira da principal ribeira que corre no local e o outro igualmente movido pela forma das águas localizava-se próximo a uma nascente, a Fonte das Tias Cabrais, sendo um do João Inácio Costa e outro do Manuel Francisco que possui, hoje (2006), o único alambique existente na fajã.
Os fios de lenha, que traziam a lenha das falésias próximas estão praticamente abandonados, existindo hoje apenas dois ou três.
A ribeira que passa nesta fajã é a Ribeira das Airoses, que forma um poço no seu último salto, denominado o Poço das Airoses, por ter eirós (nome que os locais dão à enguia).
Esta fajã é muito abundante em água, são sete as fontes que aqui nascem: Fonte Nova (por onde passa a Ribeira da Fonte Nova e Fonte Velha, à beira da rocha, Fonte da Saúde, Fonte das Metroas, Fonte dos Burros, Fonte das Tias Cabrais e Fonte de Ti José Pereira, espalhadas pela fajã.
Aqui produzia-se de tudo, a terra era muito fértil, ainda hoje se cultiva a vinha, a cebola, o milho, a couve, a abóbora, o mogango, o inhame, a batata, tomate, feijão, melancia, o vime para cestos, ervilha, a figueira, a bananeira, a macieira, a groselheira. Tinha ainda outras variedades de árvores de fruto como o pessegueiro e a laranja.
Actualmente o cultivo do inhame está em acentuado declínio, embora antigamente tenha sido uma produção de grande valor.
Era também desta fajã que saíam maçãs e pêssegos em grande quantidade, os melhores de toda a ilha. Ainda se faça excelente aguardente com os frutos aqui produzidos.
As gentes desciam à fajã todo o anos, mas principalmente nos meses de Fevereiro e Março para invernar (passar o Inverno) o gado, semear batatas e cultivar a vinha, habitando as suas casas ou adegas durante este tempo.
Levavam também porcos para criar, mas raramente, no entanto faziam a matança do porco na fajã.
A fajã de Vasco Martins tem excelentes pesqueiros, onde se pescam a (Sparisoma cretense), o sargo, a moreia o moreão preto, entre todas as outras espécies que é possível apanhar na costa Norte de São Jorge. Também se apanhava muita lapa, caranguejo e outros crustáceos e moluscos.
As aves migratórias mais frequentes são o cagarro, a gaivota, o milhafre. A pomba, o melro, o tentilhão, a lavandeira e o pardal eram constantes todo o ano.